# Трошев Геннадій Миколайович
Геннадій Миколайович Трошев (рос. Геннадий Николаевич Трошев; *14 березня 1947, Берлін, Німеччина — †14 вересня 2008, Перм, Росія) — російський військовий діяч, генерал-полковник, Герой Російської Федерації.

## Біографія
Народився 14 березня 1947 року в Берліні (Німеччина). Вчився в Московському інституті інженерів землеустрою, закінчив Казанське вище командне танкове училище в 1969 році, Військову академію бронетанкових військ в 1976 році, Військову академію Генерального штабу в 1988 році. Служив на різних посадах в танкових військах, був командиром 10-ї Уральсько-Львівської добровольчої танкової дивізії в Групі Радянських військ в Німеччині, командиром 42-го армійського корпусу Північно-Кавказького військового округу (ПКВО); 1995—1997 — командувач 58-ю армією ПКВО; командував Об'єднаним угрупуванням військ Міністерства оборони в Чечні в 1995—1996 роках під час Першої чеченської війни. З липня 1997 року — заступник командувача Північно-Кавказьким військовим округом; з серпня 1999 року очолював угрупування федеральних сил в Дагестані, потім — командувач угрупуванням «Схід» Об'єднаних федеральних сил на Північному Кавказі (об'єднання «Захід» очолював генерал Шаманов). У травні 2000 — грудні 2002, під час Другої чеченської війни, — командувач військами ПКВО.
З лютого 2003 року — Радник Президента Російської Федерації.

## Відзнаки та нагороди
Співголова Опікунської Ради Національного фонду «Суспільне визнання», Незалежній організації «Громадянське суспільство» і Національного Громадського Комітету зі взаємодії з правоохоронними, законодавчими й судовими органами.
Трошев був удостоєний звання Героя Росії (1999) за антитерористичну операцію в Дагестані і Чечні, нагороджений орденами: «За службу Батьківщині в Збройних Силах СРСР» III ступеня (1990), Орден Дружби народів (1994), «За військові заслуги» (1995), «Петра Великого. За зміцнення держави Російської» (2003) і понад 20 медалями. Кавалер Золотого Почесного знаку «Суспільне визнання» (1999) і почесного знаку «Золотий щит економіки» (2004). У 2001 році удостоєний вищої нагороди Фонду міжнародних премій — Ордена Миколи Чудотворця «За примноження добра на Землі»; лауреат премій ім. А. В. Суворова (2000), ім. Г. К. Жукова — за видатний внесок у розвиток і зміцнення обороноздатності РФ (2002).
Трошев — автор книг «Моя війна» (2001) і «Чеченський рецидив» (2003). Батько двох дочок.
Загинув в авіаційній катастрофі пасажирського літака 14 вересня 2008 року в Пермі.